# Palais Corner Spinelli
Le palais Corner Spinelli est un palais de Venise, situé sur le Grand Canal, dans le sestiere de San Marco. Il se dresse en face du canal du palais Querini Dubois .

## Histoire
Le palais est commandé à la fin du XVe siècle par la famille aristocratique Lando et construit sur des plans de Mauro Codussi. La façade, qui introduit le style géométrique de la Renaissance à Venise, est conçue par Codussi entre 1497 et 1500. Il passe ensuite à Giovanni Corner, neveu de la reine de Chypre. Au XVIe siècle, la famille Corner, demande à Michele Sanmicheli de reconstruire l'intérieur dont une cheminée a été conçue par Jacopo Sansovino.

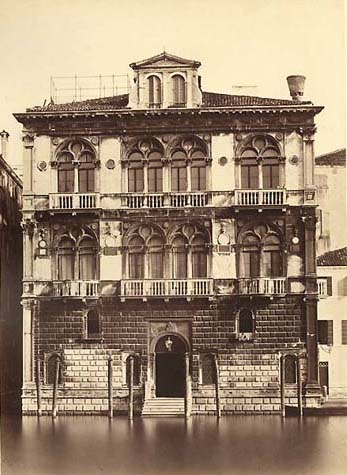
Le palais Corner Spinelli sur une photo du XIXe siècle.
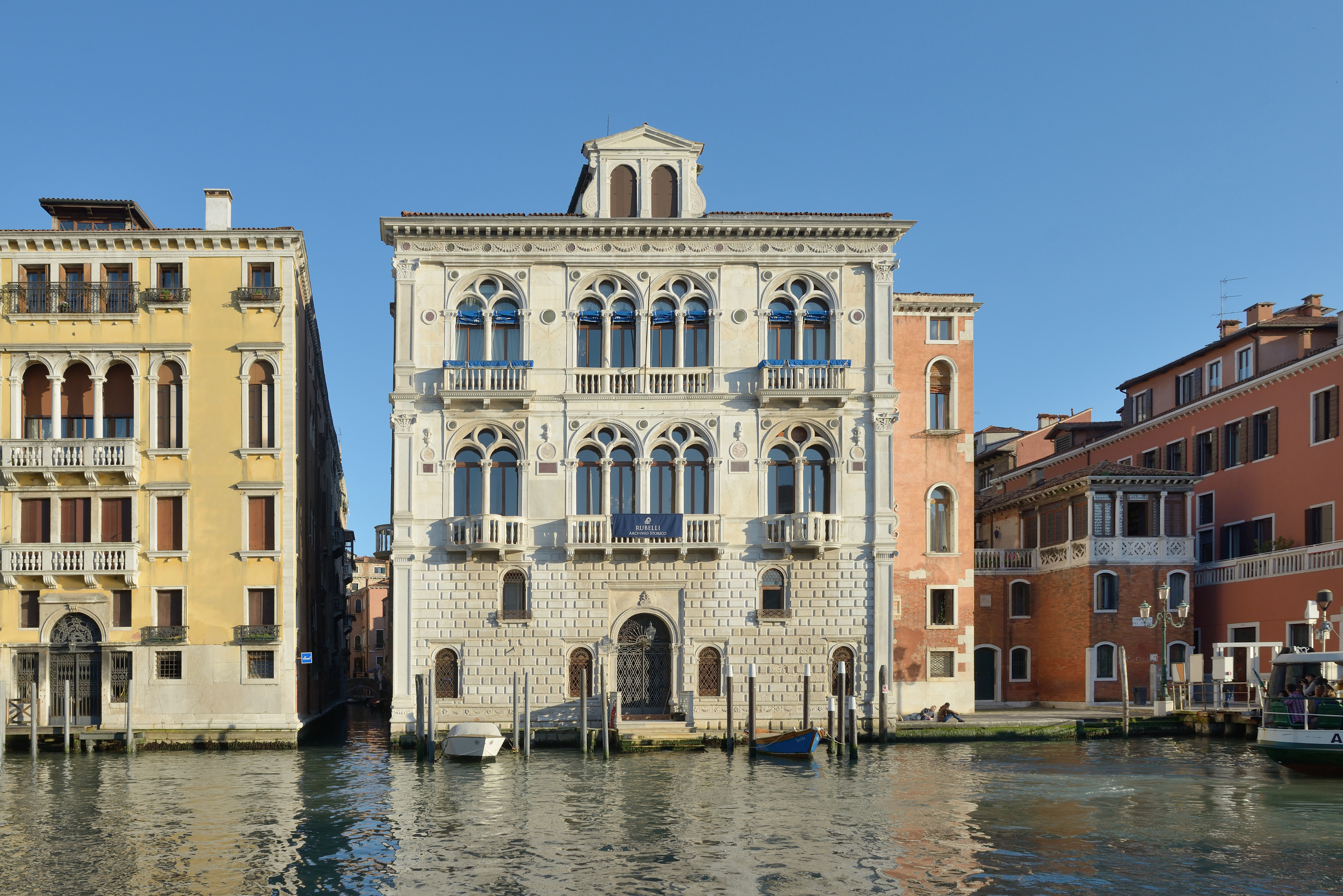
Le palais au 19 avril 2016.

## Sources
- Guida d'Italia – Venezia, Milan, Touring Editore, 2007 (ISBN 978-88-365-4347-2)
- P. Davies et D. Hemsoll, Michele Sanmicheli, Milan, Electa, 2004